# 이스보셋
이스보셋(히브리어: אִישׁ־בֹּשֶׁת) 또는 에스바알(히브리어: אֶשְׁבַּעַל / 뜻: 바알의 사람, 바알은 존재한다)은 이스라엘 왕국의 왕 사울의 아들로 이스라엘이 분열되었을 때 북쪽 지파들의 왕이었다. 사울이 블레셋의 공격을 받아 죽을 당시 사울의 아들들 중 유일하게 살아남았다. 남쪽에서 다윗이 유다의 왕이 되자 사울 군대의 장수였던 아브넬이 마하나임에서 길앗과 아수르족, 이스르엘, 에프라임과 베냐민, 온 이스라엘의 왕으로 세웠다.
그러나 권력의 대부분을 아브넬이 장악하고 다윗에 대항해 전쟁을 치렀으나 기브온 전투에서 크게 패했다. 그리고 아브넬이 이스보셋의 아버지 사울의 후궁이었던 리츠파를 범하는 사건이 일어나 아브넬마저 이스보셋을 배반해 다윗에게로 가고 만다.
또한 다윗에게로 갔던 아브넬이 다윗의 부하 요압에게 암살당하자 이스보셋은 크게 흔들렸다. 그러다가 장수 레갑과 바아나에 의해 살해당했다.
레갑과 바아나의 조상은 기브온 족속이며 기브온 족속은 가나안정복 당시 여호수아의 실수로 멸망시키지 못하였다. 기브온 족속은 후일에 베냐민지파로 흡수되었다.